# مجموعة التأمين إم إس وأي دي
{{Infobox company
| name = مجموعة التأمين إم إس وأي دي
| logo = MS&AD Insurance Group logo.svg
| image = Tokyo Sumitomo Twin Building01s5.jpg
| image_size = 250px
| native_name = MS&ADインシュアランスグループホールディングス株式会社
| native_name_lang = ja
| romanized_name = Emu Esu ando Ei Dī Inshuaransu Gurūpu Horudingusu Kabushiki-gaisha
| type = Public KK
| traded_as = بورصة طوكيو: 8725
| industry = Insurance
| founded = 2008
| hq_location_city = طوكيو
| hq_location_country = Japan
| key_people = Yasuyoshi Karasawa
(Chairman)
Yasuzo Kanasugi
(Vice Chairman)
Noriyuki Hara
(President and CEO)
| revenue = JPY ¥ 5,132 billion (FY 2022)
| net_income = JPY ¥ 262.7 billion (FY 2022)
| num_employees = 39,962 (March, 2022)
| parent = تويوتا (8.88%)
| subsid = 
- Mitsui Sumitomo Insurance
- Aioi Nissay Dowa Insurance

| website = 
مجموعة التأمين إم إس وأي دي (MS&ADインシュアランスグループホールディングス株式会社 Emu Esu ando Ei Dī Inshuaransu Gurūpu Horudingusu Kabushiki-gaisha) (بورصة طوكيو: 8725) هي شركة تأمين يابانية. وتشمل أعمالها شركة ميتسوي سوميتومو للتأمين وشركة أيوي نيساي دوا للتأمين. وهي مدرجة على Nikkei 225.

## التاريخ
تأسست الشركة في أبريل 2008 كشركة قابضة: شركة ميتسوي سوميتومو للتأمين المحدودة، وشركة ميتسوي سوميتومو كيراميكي للتأمين على الحياة المحدودة، وشركة ميتسوي سوميتومو ميتلايف للتأمين المحدودة، وشركة ميتسوي دايركت للتأمين العام المحدودة.
في أبريل 2010، تم تغيير اسم الشركة إلى مجموعة التأمين إم إس وأي دي القابضة.
في فبراير 2020، أعلنت شركة مجموعة التأمين إم إس وأي دي عن تعيين نوريوكي هارا رئيسًا قادمًا لها.